# Semidendrobeania
Semidendrobeania is een mosdiertjesgeslacht uit de familie van de Bugulidae en de orde Cheilostomatida

## Soorten
- Semidendrobeania pallida d'Hondt & Gordon, 1996
- Semidendrobeania versicolor (Busk, 1884)